# ᴏ
Cette page contient des caractères spéciaux ou non latins. S’ils s’affichent mal (▯, ?, etc.), consultez la page d’aide Unicode.
ᴏ, appelé petite capitale O, est une lettre additionnelle de l’écriture latine qui est utilisée dans l’alphabet phonétique ouralien.

## Utilisations
Dans l’alphabet phonétique ouralien, ‹ ᴏ › représente une voyelle mi-fermée postérieure arrondie dévoisée, le o minuscule ‹ o › représentant une voyelle mi-fermée postérieure arrondie et la petite capitale indiquant le dévoisement de celle-ci,,.
Jacques Allières utilise la petite capitale o pour représenter une voyelle intermédiaire entre la voyelle mi-fermée postérieure arrondie [o] et la voyelle mi-ouverte postérieure arrondie [ɔ].

## Représentations informatiques
La petite capitale O peut être représentée avec les caractères Unicode (Extensions phonétiques) suivants :
| formes    | représentations | chaînes de caractères | points de code | descriptions                              |
| --------- | --------------- | --------------------- | -------------- | ----------------------------------------- |
| minuscule | ᴏ               | ᴏ                     | U+1D0F         | lettre minuscule latine petite capitale o |